# Unione delle Chiese metodiste e valdesi
L'Unione delle Chiese metodiste e valdesi è una chiesa protestante presente in Italia.
È nata nel 1975 con il "patto di integrazione" tra la Chiesa evangelica valdese e la Chiesa metodista italiana, oggi conosciuta come Opera per le Chiese Evangeliche Metodiste in Italia.
L'Unione è membro della Federazione delle Chiese evangeliche in Italia, dell'Alleanza mondiale delle Chiese riformate, del Consiglio metodista mondiale e del Consiglio ecumenico delle Chiese.

## Organizzazione
In Italia, la Chiesa Valdese si articola su quattro livelli territoriali: le chiese locali, i circuiti, i distretti, il livello nazionale.

### La Chiesa locale
Vi sono 177 chiese locali (incluse 7 in Svizzera), esse si dividono in chiese metodiste, chiese valdesi (a loro volta suddivise in chiese autonome e non autonome) e ulteriori chiese a statuto particolare (perlopiù chiese protestanti nate come chiese indipendenti e successivamente integrate nell'ordinamento valdese).
Organi della chiesa locale sono: l'assemblea, il pastore e il consiglio di chiesa (chiamato concistoro nelle chiese valdesi autonome).
L'assemblea di chiesa riunisce tutti i membri comunicanti registrati presso la chiesa locale, ma solo coloro che hanno notificato al consiglio di chiesa l'intenzione di diventare membri elettori possono votare. L'assemblea approva la relazione morale e la relazione finanziaria presentate dal consiglio di chiesa, elegge i membri del consiglio di chiesa, elegge i propri rappresentanti alla conferenza di distretto e (eccetto nelle chiese metodiste) elegge altresì i deputati al sinodo valdese. Nelle chiese locali valdesi l'assemblea è presieduta da un presidente eletto di volta in volta dall'assemblea, nelle chiese metodiste è invece presieduta dal presidente del consiglio di chiesa.
Il pastore esercita particolari responsabilità in ordine alla predicazione della Parola, all’evangelizzazione, all’insegnamento biblico, alla condu-zione dei culti, all’amministrazione del battesimo e della cena del Signore, alla cura d’anime dei singoli fedeli e ne risponde al consiglio di chiesa ed all’assemblea. La Tavola Valdese nomina i pastori presso le chiese locali valdesi non autonome. Per quanto riguarda le chiese metodiste, la Tavola Valdese assegna il pastore al circuito, il quale provvede a sua volta ad assegnarlo a una delle chiese metodiste del circuito. Nelle chiese valdesi autonome, invece, l'assemblea elegge a scrutinio segreto il proprio pastore, la cui elezione viene poi confermata dalla Tavola Valdese.
Il Consiglio di chiesa (chiamato concistoro nelle chiese valdesi autonome) è l'organo di amministrazione della chiesa locale, composto da membri (detti "anziani" e "diaconi") eletti dall'assemblea di chiesa. Nelle chiese metodiste, l'assemblea nomina altresì il presidente del consiglio di chiesa, mentre nelle chiese valdesi il presidente è eletto annualmente dal consiglio di chiesa nel suo seno. Ogni membro del consiglio di chiesa è eletto individualmente per un mandato di cinque anni, rinnovabile per un totale massimo di tre mandati consecutivi. I mandati dei membri del Consiglio di chiesa sono quindi sfalzati, poiché in caso di vacanza di un seggio il sostituto viene comunque eletto per un quinquennio pieno e non per la parte restante del mandato del suo predecessore.

### Circuito
In numero di sedici in tutta Italia, ogni Circuito si occupa di supervisionare circa una decina di chiese locali.
Organi del circuito sono l'Assemblea e il Consiglio.
L'Assemblea di circuito riunisce i pastori in servizio presso le chiese valdesi e metodiste ricomprese nel circuito nonché i rappresentanti dei consigli di chiesa e dei concisori del circuito. 
Il Consiglio di circuito è l'organo esecutivo del Circuito, eletto annualmente dall'Assemblea. Si occupa del coordinamento delle attività pastorali e amministrative tra le chiese del circuito, ed è presieduto da un Sovrintentente nominato dall'Assemblea di circuito.

### Distretto
I distretti rappresentano un livello organizzativo superiore, raggruppando al loro interno tre o quattro circuiti. Essi operano attraverso specifici organi: la Conferenza, la Commissione esecutiva e la Commissione d'esame.
La Conferenza Distrettuale è l'assemblea che riunisce i pastori in servizio presso le chiese del distretto e i rappresentanti eletti dalle assemblee delle chiese e dei circuiti appartenenti al distretto. Si convoca una volta all'anno con lo scopo di discutere e deliberare sulle questioni amministrative e organizzative di competenza distrettuale.
La Commissione Esecutiva Distrettuale (CED) è l'organo esecutivo eletto dalla Conferenza Distrettuale. Ha il compito di gestire le attività amministrative ordinarie del distretto e di coordinare le iniziative comuni tra le chiese e i circuiti che lo compongono.
La Commissione d'Esame è un organo interno al distretto, eletto anch'esso annualmente dalla Conferenza Distrettuale. La sua funzione è quella di vigilare sull'operato della Commissione Esecutiva Distrettuale. Durante i lavori della Conferenza Distrettuale, la Commissione d'Esame presenta una propria relazione, la quale apre la sessione assembleare fornendo un'analisi, critica e costruttiva, dell'attività amministrativa e organizzativa svolta dalla CED nel corso dell'anno.

### Livello nazionale
Al livello nazionale si ricordano tre organi fondamentali: il sinodo, la tavola valese e il moderatore.
Il Sinodo è l'assemblea generale che rappresenta l'unità di tutte le chiese. Si riunisce ogni anno a Torre Pellice, nelle Valli Valdesi, e ha il compito di deliberare su questioni dottrinali, legislative e amministrative. È composto da un numero pari di pastori e di deputati laici eletti dalle assemblee delle chiese locali. 
La Tavola Valdese è l'organo esecutivo eletto dal Sinodo, ed è composto da sette membri (pastori e laici) con mandato annuale, rinnovabile fino a sette anni consecutivi. Rappresenta ufficialmente la Chiesa nei rapporti con lo Stato e con le organizzazioni ecumeniche. 
Il Moderatore è il presidente della Tavola Valdese, coordina i lavori della Tavola e rappresenta la Chiesa Valdese a livello nazionale e internazionale.